# Arlindo Machado
Arlindo Ribeiro Machado Neto (Pompeia, 17 de julho de 1949 - 19 de julho de 2020) foi um pesquisador brasileiro, professor do Programa de Pós-graduação em Comunicação e Semiótica da PUC-SP e do Departamento de Cinema, Rádio e Televisão da ECA-USP e curador de arte. Seu campo de atuação abrange o universo das chamadas "imagens técnicas", ou seja, daquelas imagens produzidas através de mediações tecnológicas diversas, tais como a fotografia, o cinema, o vídeo e as atuais mídias digitais e telemáticas.

## Livros (seleção)
- Eisenstein: Geometria do Êxtase. São Paulo: Brasiliense, 1983.
- A Ilusão Especular. São Paulo: Brasiliense, 1984.
- A Arte do Vídeo. São Paulo: Brasiliense, 1988.
- Máquina e Imaginário: o Desafio das Poéticas Tecnológicas. São Paulo: EDUSP, 1993.
- Video-Cuadernos VI: Textos de Arlindo Machado. Buenos Aires: Nueva Libreria, 1994.
- Pré-cinemas e Pós-cinemas. Campinas: Papirus, 1997.
- A Televisão Levada a Sério. São Paulo: Editora do Senac, 2000.
- El Paisaje Mediatico. Buenos Aires: Libros de Rojas, 2000.
- Maquina E Imaginário - O Desafio Das Poéticas Tecnológicas. São Paulo: EDUSP, 2001
- Made in Brasil: Três Décadas do Vídeo Brasileiro. São Paulo: Itaú Cultural, 2003. (Org.)
- Os Anos de Chumbo. Mídia, Poética e Ideologia no Período de Resistência ao Autoritarismo Militar. 1968-1985. Porto Alegre: Sulina Editora, 2006.
- Arte e mídia. São Paulo / Rio de Janeiro: Editora Zahar, 2007.
- O Sujeito na Tela. Modos de Enunciação no Cinema e no Ciberespaço. São Paulo: Paulus, 2007.
- Pantanal: a Reinvenção da Telenovela. São Paulo: EDUC, 2008. (com Beatriz Becker)
- El Sujeto en la Pantalla. La Aventura del Espectador, del Deseo a la Acción. Barcelona: Gedisa Editorial, 2009.
- A ilusão especular: Uma teoria da fotografia. São Paulo: Editora Gustavo Gili; 2019.
- O olho, a visão e a imagem: revisão crítica, São Paulo: Ribeiro Edições, 2019.
- Discursos contra a insensatez: Grandezas e misérias da comunicação. São Paulo: Ribeiro Edições, 2019.
- Análise do programa televisivo. São Paulo: Ribeiro Edições, 2019.
- Outros cinemas: Formas Esquisexóticas de audiovisual. São Paulo: Ribeiro Edições, 2019.

## Curadorias (seleção)
- 2008: Paradigmas do Experimental, Museu da Imagem e do Som de São Paulo[3][4]
- 2009: Del Insilio al Exilio: Somos Todos Extranjeros, Laboratorio Arte Alameda, Cidade do México, México (com Araceli Zúñiga)[5]
- 2013: Waldemar Cordeiro: Fantasia exata, Itaú Cultural, São Paulo. (com Fernando Cocchiarale)[6][7]